# Esmeralda Arboleda
María[cita requerida] Esmeralda Arboleda Cadavid (Palmira, 7 de enero de 1921-Bogotá, 16 de abril de 1997) fue una abogada y política colombiana.
Lideró el movimiento sufragista en Colombia junto a su compañera Josefina Valencia de Hubach. Fue la primera mujer senadora de la República en la historia de Colombia, de 1958 a 1961, y la primera embajadora. Fue miembro del Partido Liberal. 
En 1980 actuó como Relatora Especial de la Comisión sobre el estatus de la mujer en la reunión del Consejo Económico y Social de la ONU en un informe sobre la influencia de los medios de comunicación en los papeles de mujeres y hombres en la sociedad.

## Biografía
Sus padres fueron Fernando Arboleda López, payanés, y Rosa Cadavid Medina, florista antioqueña.
Estudió secundaria en un colegio comercial de Pereira, pero ante la imposibilidad de cursar una carrera universitaria si no obtenía el título de bachiller académico su familia la envió a Bogotá donde culminó en 1938.
Al año siguiente se convirtió en la primera mujer aceptada en la Universidad del Cauca, para estudiar Derecho, y desde un principio se vinculó a los movimientos estudiantiles, cobijándose en el Partido Liberal. Tras obtener su título de abogada, en 1944, se dedicó al ejercicio profesional en las ciudades de Cali y Bogotá. 
Destacó en su lucha por la mejora de las condiciones laborales de los trabajadores vallecaucanos, centrándose principalmente en el ferrocarril, y en la lucha por la promoción de la participación política de las mujeres -cambios legales e igualdad jurídica-. Consiguió una beca del Departamento de Estados Unidos y pudo viajar a ese país para especializarse en justicia para menores, tema sobre el que sustentó su tesis bajo el título Un programa para adaptar socialmente a los menores delincuentes, en la Universidad de Indiana.

## Trayectoria

### Pionera sufragista
Esmeralda Arboleda fue una pionera del sufragismo en Colombia. Jugó un papel fundamental como líder sufragista, realizando un trabajo incansable de reuniones, redacción de memorandos, entrevistas y campañas para difundir la importancia del voto de las mujeres. Junto a Josefina Valencia, crearon el Comité Pro-voto de la Mujer y más tarde en 1954 la Organización Femenina Nacional, como una asociación fundada “para trabajar por los derechos de la mujer”. Destacaron también junto a los nombres de Esmeralda Arboleda y Josefina Valencia, la lucha por los derechos de las mujeres colombianas como ciudadanas de Ofelia Uribe, Georgina Fletcher y Aydée Anzola.
Recibió el apoyo del expresidente de Colombia Alberto Lleras Camargo que la designó Secretaria del Partido Liberal. En su lucha por la igualdad de la mujer colombiana, Arboleda fundó la Unión de Mujeres de Colombia, con el objetivo de buscar más apoyos y sensibilizar a las mujeres, y así llevar a cabo una mayor presión en torno al proyecto de ley que propuso en la Asamblea Nacional Constituyente (ANAC). A raíz de esta nueva Unión, surgieron más agrupaciones que defendieron las palabras de Arboleda, y que pidieron al presidente su inclusión en el gobierno.
En 1954 se convirtió en una de las dos mujeres nombradas para la ANAC por el gobierno del general Gustavo Rojas Pinilla junto a la futura gobernadora y ministra Josefina Valencia de Hubach. La inclusión de las mujeres en la ANAC provocó una lucha más dura entre liberales y conservadores. Conseguir el sufragio femenino fue uno de los mayores objetivos de Arboleda, durante su participación política. 

### Política
Junto a Josefina Valencia, recorrió Colombia en busca de firmas para llevar un nuevo proyecto de ley a la ANAC. El 25 de agosto de 1954, tras un discurso de Arboleda, se concretó el sufragio femenino con voto afirmativo de manera unánime pero en 1955 fue obligada a renunciar debido a su abierta oposición a la evolución autoritaria del régimen de Gustavo Rojas Pinilla.
Los diversos enfrentamientos con la dictadura, la posicionaron como un objetivo enemigo y el 4 de enero de 1957, sufre un intento de secuestro del que sale ilesa gracias a la colaboración de los vecinos de la zona. Lleras, líder del partido liberal, fue el encargado de sacarla del país junto a su hijo. A través de la embajada estadounidense, consiguieron nuevos visados y volaron hacia Boston, donde vivió hasta el mes de octubre del mismo año. En las elecciones de 1958, tras la caída de Rojas, fue elegida senadora por el Valle del Cauca, convirtiéndose en la primera mujer elegida para el Congreso de Colombia.
En 1961 siendo nuevamente presidente Alberto Lleras la designó ministra de Comunicaciones, cargo que ejerció hasta finalizar el gobierno, un año después. En 1966 fue elegida nuevamente senadora, esta vez por Bogotá, y un año después el presidente Carlos Lleras Restrepo la designó embajadora ante Austria (1967-1969). En 1967, tras ser renovada en el cargo de Senadora fue designada embajadora y representante de Colombia en la ONU. Esto le abrió las puertas, a conocer nuevos sindicatos luchadores por los derechos de la mujer, de otros países.
En 1980 actuó como Relatora Especial de la Comisión sobre el estatus de la mujer en la reunión del Consejo Económico y Social de la ONU en un informe sobre la influencia de los medios de comunicación en los papeles de mujeres y hombres en la sociedad.
Durante un largo periodo vivió en México junto a su segundo esposo y a su regreso al país hizo parte de la campaña presidencial de Virgilio Barco, ejerciendo durante este mandato su último cargo público como directora regional del Instituto Colombiano de Bienestar Familiar. 
Esmeralda Arboleda falleció debido a una insuficiencia renal en 1997.

## Obra y legado
La obra de Esmeralda Arboleda se encuentra en Bogotá, depositada en el archivo de la Biblioteca Luis Ángel Arango tras la donación realizada por su hijo Sergio Uribe.
En 2019 aproximadamente 2000 documentos seguían pendientes de catalogación, de los 4.800 documentos que se compone el archivo. Se incluyen fotografías, proyectos de ley, correspondencia y prensa, tanto de su vida personal como pública.
En relación con su activismo sufragista y por la defensa de los derechos de las mujeres, están los manuscritos y documentos de trabajo del Seminario sobre la condición de la mujer en el derecho de familia (1963), Asamblea de la Comisión Interamericana de Mujeres (1948), Año Internacional de la mujer (1975) y la Convención de mujeres parlamentarias de Colombia (1958).